# Championnat de France de rugby à XV 2009-2010
Navigation
Top 14 2008-2009 Top 14 2010-2011
Le Championnat de France de rugby à XV 2009-2010 ou Top 14 2009-2010 est la saison 2009-2010 du Championnat de France de rugby à XV, il oppose les quatorze meilleures équipes françaises de rugby à XV.
Le championnat débute le 14 août 2009 pour s'achever par une finale fixée au 29 mai 2010 au Stade de France. Le championnat se déroule en deux temps : une première phase dite régulière en match aller-retour où toutes les équipes se rencontrent deux fois et une phase finale à élimination directe. Pour la première fois, les six premières équipes du classement à l'issue de la phase régulière sont qualifiées pour les play-off. Les deux premières équipes du classement sont directement qualifiées pour les demi-finales alors que les équipes classées de la troisième à la sixième place s'affrontent en barrage pour l'attribution des deux places restantes dans le dernier carré.
Après dix finales perdues dont les trois dernières éditions, l'ASM Clermont remporte son premier bouclier de Brennus en battant 19-6 l'USA Perpignan en finale. Le club du SC Albi est relégué en Pro D2 alors que l'US Montauban est rétrogradé en Fédérale 1 sur décision administrative, sauvant ainsi l'Aviron bayonnais relégué sportivement, puisque terminant à la treizième place. Lors de cette saison, le championnat bat des records de popularité puisqu'en moyenne chaque rencontre attire 13 529 spectateurs et que la compétition est diffusée dans 164 pays.

## Liste des équipes en compétition
Le Racing Métro 92 et le SC Albi ont été promus dans le Top 14 à l'issue de la saison de Pro D2 2008-2009, tandis que les deux clubs landais de Mont-de-Marsan et Dax sont relégués. La compétition oppose pour la saison 2009-2010 les quatorze meilleures équipes françaises de rugby à XV :
| \| SC Albi Aviron bayonnais Biarritz olympique CS Bourgoin-Jallieu CA Brive Castres · olympique ASM Clermont US Montauban Montpellier RC Stade français Paris USA Perpignan Racing Métro 92 RC Toulon Stade · toulousain \| Localisation des clubs engagés en championnat. |
| SC Albi Aviron bayonnais Biarritz olympique CS Bourgoin-Jallieu CA Brive Castres · olympique ASM Clermont US Montauban Montpellier RC Stade français Paris USA Perpignan Racing Métro 92 RC Toulon Stade · toulousain                                                      |

| Club                  | Budget 2009-10 en millions d'euros | Classement en 2008-09 | Entraîneur(s)                                                                   | Capitaine(s)        | Stade                            | Capacité |
| --------------------- | ---------------------------------- | --------------------- | ------------------------------------------------------------------------------- | ------------------- | -------------------------------- | -------- |
| SC Albi               | 8                                  | 3e (Pro D2)           | Daniel Blach Éric Béchu                                                         | Vincent Clément     | Stadium municipal                | 11 500   |
| Aviron bayonnais      | 12                                 | 7e                    | Richard Dourthe(jusque janvier 2010) Christian Gajan (à partir de janvier 2010) | Pépito Elhorga      | Stade Jean-Dauger                | 16 934   |
| Biarritz olympique    | 14                                 | 5e                    | Jean-Michel Gonzalez Jack Isaac                                                 | Imanol Harinordoquy | Parc des sports d'Aguiléra       | 15 000   |
| CS Bourgoin-Jallieu   | 10                                 | 11e                   | Éric Catinot Xavier Péméja                                                      | Julien Frier        | Stade Pierre-Rajon               | 9 441    |
| CA Brive              | 16                                 | 6e                    | Laurent Seigne                                                                  | Antonie Claassen    | Stade Amédée-Domenech            | 15 000   |
| Castres olympique     | 11                                 | 12e                   | Laurent Labit Laurent Travers                                                   | Rodrigo Capó Ortega | Stade Pierre-Antoine             | 11 500   |
| ASM Clermont Auvergne | 18,9                               | 3e (finaliste)        | Vern Cotter                                                                     | Aurélien Rougerie   | Stade Marcel-Michelin            | 16 334   |
| US Montauban          | 10,2                               | 8e                    | Marc Raynaud                                                                    | -                   | Stade Sapiac                     | 11 937   |
| Montpellier HR        | 12,8                               | 10e                   | Pascal Mancuso Warren Britz                                                     | Fulgence Ouedraogo  | Stade Yves-du-Manoir             | 15 000   |
| Stade français Paris  | 21                                 | 4e                    | Jacques Delmas                                                                  | Sergio Parisse      | Stade Charléty, Stade Jean-Bouin | 20 000   |
| USA Perpignan         | 13                                 | 1er (Champion)        | Jacques Brunel                                                                  | Nicolas Mas         | Stade Aimé-Giral                 | 16 593   |
| Racing Métro 92       | 16                                 | 1er (Pro D2)          | Pierre Berbizier                                                                | Lionel Nallet       | Stade Yves-du-Manoir             | 14 000   |
| RC Toulon             | 16,5                               | 9e                    | Philippe Saint-André                                                            | Joe van Niekerk     | Stade Mayol                      | 13 700   |
| Stade toulousain      | 17                                 | 2e                    | Guy Novès                                                                       | Thierry Dusautoir   | Stade Ernest-Wallon              | 19 500   |

## Résumé des résultats

### Classement de la phase régulière
| Rang | Club                 | J  | V  | N | D  | Bo | Bd | Pm  | Pe  | Diff | Pts |
| ---- | -------------------- | -- | -- | - | -- | -- | -- | --- | --- | ---- | --- |
| 1    | USA Perpignan (T)    | 26 | 17 | 0 | 9  | 8  | 4  | 582 | 412 | +170 | 80  |
| 2    | RC Toulon            | 26 | 18 | 1 | 7  | 3  | 3  | 541 | 456 | +85  | 80  |
| 3    | ASM Clermont         | 26 | 15 | 3 | 8  | 8  | 4  | 644 | 414 | +230 | 78  |
| 4    | Stade toulousain     | 26 | 15 | 1 | 10 | 4  | 8  | 524 | 359 | +165 | 74  |
| 5    | Castres olympique    | 26 | 14 | 3 | 9  | 6  | 5  | 542 | 398 | +144 | 73  |
| 6    | Racing Métro 92 (P)  | 26 | 14 | 1 | 11 | 0  | 6  | 518 | 530 | -12  | 64  |
| 7    | Biarritz olympique   | 26 | 12 | 0 | 14 | 4  | 7  | 471 | 442 | +29  | 59  |
| 8    | Stade français Paris | 26 | 10 | 4 | 12 | 5  | 5  | 600 | 572 | +28  | 58  |
| 9    | CA Brive             | 26 | 11 | 2 | 13 | 5  | 5  | 459 | 513 | -54  | 58  |
| 10   | Montpellier HR       | 26 | 13 | 0 | 13 | 1  | 2  | 453 | 574 | -121 | 55  |
| 11   | CS Bourgoin-Jallieu  | 26 | 11 | 1 | 14 | 0  | 4  | 407 | 591 | -184 | 50  |
| 12   | US Montauban         | 26 | 10 | 2 | 14 | 0  | 5  | 422 | 525 | -103 | 49  |
| 13   | Aviron bayonnais     | 26 | 9  | 0 | 17 | 3  | 8  | 492 | 490 | +2   | 47  |
| 14   | SC Albi (P)          | 26 | 4  | 0 | 22 | 0  | 8  | 349 | 728 | -379 | 24  |

Perpignan et Toulon avec 80 points se départagent en fonction de leurs rencontres de la 12e et de la 25e journée : 5 points pour Perpignan et 4 points pour Toulon

Le Stade français et Brive avec 58 points se départagent en fonction de leurs rencontres de la 9e et de la 22e journée : 5 points pour le Stade français et 4 points pour Brive

|  | Qualifiés pour les demi-finales et la Coupe d'Europe 2010-2011 (no 1, no 2). |
|  | Qualifiés pour les barrages et la coupe d'Europe 2010-2011 (no 3, no 4, no 5, no 6). |
|  | Qualifié pour la coupe d'Europe 2010-2011 (no 7) car le Stade toulousain remporte la coupe d'Europe 2009-2010. |
|  | Relégués pour la saison 2010-2011 : Albi en Pro D2 et Montauban en Fédérale 1 sur décision administrative. |
|  | T : Tenant du titre 2009 • P : Promus 2009 V : Victoires • N : Matches nuls • D : Défaites • BO : Bonus offensif • BD : Bonus défensif • PP : Points pour (marqués) • PC : Points contre (encaissés) • Diff : Différence de points. |

Attribution des points : victoire sur tapis vert : 5, victoire : 4, match nul : 2, défaite : 0, forfait : -2 ; plus les bonus (offensif : 3 essais de plus que l'adversaire ; défensif : défaite par 7 points d'écart ou moins).
Règles de classement : 1. points terrain ; 2. points terrain obtenus dans les matches entre équipes concernées ; 3. différence de points dans les matches entre équipes concernées ; 4. différence entre essais marqués et concédés dans les matches entre équipes concernées ; 5. différence de points ; 6. différence entre essais marqués et concédés ; 7. nombre de points marqués ; 8. nombre d'essais marqués ; 9. nombre de forfaits n'ayant pas entraîné de forfait général ; 10. place la saison précédente ; 11. nombre de personnes suspendues après un match de championnat.

### Phase finale

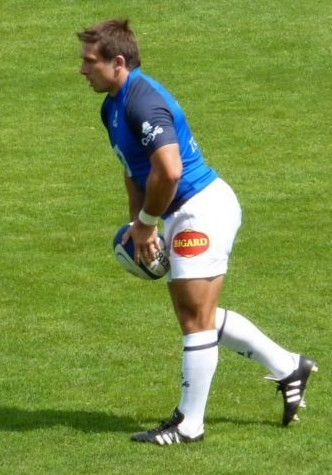
Romain Teulet, meilleur réalisateur du championnat de France.

Les deux premiers de la phase régulière sont directement qualifiés pour les demi-finales. En matchs de barrage pour attribuer les deux autres places, le troisième reçoit le sixième et le quatrième reçoit le cinquième. Les vainqueurs affrontent respectivement le deuxième et le premier. L'équipe ayant fini première de la phase régulière a le choix du terrain pour la demi-finale.
|  | Barrages                                              | Barrages                        |                                                       |                                                       | Demi-finales                                   | Demi-finales                                   |  |  | Finale                                      | Finale                                      |
|  | Barrages                                              | Barrages                        |                                                       |                                                       | Demi-finales                                   | Demi-finales                                   |  |  | Finale                                      | Finale                                      |
|  |                                                       |                                 |                                                       |                                                       |                                                |                                                |  |  |                                             |                                             |
|  | 8 mai 2010 au Stadium, Toulouse                       | 8 mai 2010 au Stadium, Toulouse |                                                       |                                                       | 14 mai 2010 au stade de la Mosson, Montpellier | 14 mai 2010 au stade de la Mosson, Montpellier |  |  | 29 mai 2010 au Stade de France, Saint-Denis | 29 mai 2010 au Stade de France, Saint-Denis |
|  | 8 mai 2010 au Stadium, Toulouse                       | 8 mai 2010 au Stadium, Toulouse |                                                       |                                                       | 14 mai 2010 au stade de la Mosson, Montpellier | 14 mai 2010 au stade de la Mosson, Montpellier |  |  | 29 mai 2010 au Stade de France, Saint-Denis | 29 mai 2010 au Stade de France, Saint-Denis |
|  | 8 mai 2010 au Stadium, Toulouse                       | 8 mai 2010 au Stadium, Toulouse | [1] USA Perpignan                                     | 21                                                    |                                                |                                                |  |  | 29 mai 2010 au Stade de France, Saint-Denis | 29 mai 2010 au Stade de France, Saint-Denis |
|  | [4] Stade toulousain                                  | 35                              | [1] USA Perpignan                                     | 21                                                    |                                                |                                                |  |  | 29 mai 2010 au Stade de France, Saint-Denis | 29 mai 2010 au Stade de France, Saint-Denis |
|  | [4] Stade toulousain                                  | 35                              | [4] Stade toulousain                                  | 13                                                    |                                                |                                                |  |  | 29 mai 2010 au Stade de France, Saint-Denis | 29 mai 2010 au Stade de France, Saint-Denis |
|  | [5] Castres olympique                                 | 12                              | [4] Stade toulousain                                  | 13                                                    |                                                |                                                |  |  | 29 mai 2010 au Stade de France, Saint-Denis | 29 mai 2010 au Stade de France, Saint-Denis |
|  | [5] Castres olympique                                 | 12                              | 15 mai 2010 au stade Geoffroy-Guichard, Saint-Étienne | 15 mai 2010 au stade Geoffroy-Guichard, Saint-Étienne | [1] USA Perpignan                              | 6                                              |  |  |                                             |                                             |
|  | 7 mai 2010 au Stade Marcel-Michelin, Clermont-Ferrand |                                 | 15 mai 2010 au stade Geoffroy-Guichard, Saint-Étienne | 15 mai 2010 au stade Geoffroy-Guichard, Saint-Étienne | [1] USA Perpignan                              | 6                                              |  |  |                                             |                                             |
|  |                                                       | [3] ASM Clermont Auvergne       | 15 mai 2010 au stade Geoffroy-Guichard, Saint-Étienne | 15 mai 2010 au stade Geoffroy-Guichard, Saint-Étienne | 19                                             |                                                |  |  |                                             |                                             |
|  | [3] ASM Clermont Auvergne                             | [3] ASM Clermont Auvergne       | 15 mai 2010 au stade Geoffroy-Guichard, Saint-Étienne | 15 mai 2010 au stade Geoffroy-Guichard, Saint-Étienne | 19                                             | 21                                             |  |  |                                             |                                             |
|  | [3] ASM Clermont Auvergne                             | [3] ASM Clermont Auvergne       | 35                                                    |                                                       |                                                | 21                                             |  |  |                                             |                                             |
|  | [6] Racing Métro 92                                   | [3] ASM Clermont Auvergne       | 35                                                    | 17                                                    |                                                |                                                |  |  |                                             |                                             |
|  | [6] Racing Métro 92                                   | [2] RC Toulon                   | 29                                                    | 17                                                    |                                                |                                                |  |  |                                             |                                             |
|  |                                                       | [2] RC Toulon                   | 29                                                    |                                                       |                                                |                                                |  |  |                                             |                                             |

## Nouveautés de la saison 2009-2010

### Nouvelles règles
Parmi les treize nouvelles règles testées durant la saison 2008-2009, dix sont validées par l'IRB et entrent en vigueur dès le 23 mai 2009. Ainsi, les trois règles suivantes sont abandonnées :
- l'effondrement des mauls est de nouveau proscrit,
- il n'est plus obligatoire de maintenir tête et épaules au-dessus des hanches dans les mauls,
- le nombre de joueurs dans un alignement en touche n'est plus illimité.

### Nouvelle organisation
Le 2 avril 2009, la Ligue nationale de rugby annonce un certain nombre de réformes dans l'optique de rendre la compétition plus homogène. Si la plupart ne seront effectives qu'à partir de la saison 2010-2011, l'une d'entre elles rentre en vigueur dès la présente édition. Elle concerne la qualification pour la phase finale avec l'introduction de deux matchs de barrage. À l'issue de la phase régulière, les deux premières équipes du classement sont directement qualifiées pour les demi-finales alors que les équipes classées de la troisième à la sixième place s'affrontent en barrage pour l'attribution des deux places restantes dans le dernier carré.

## Faits notables de la saison

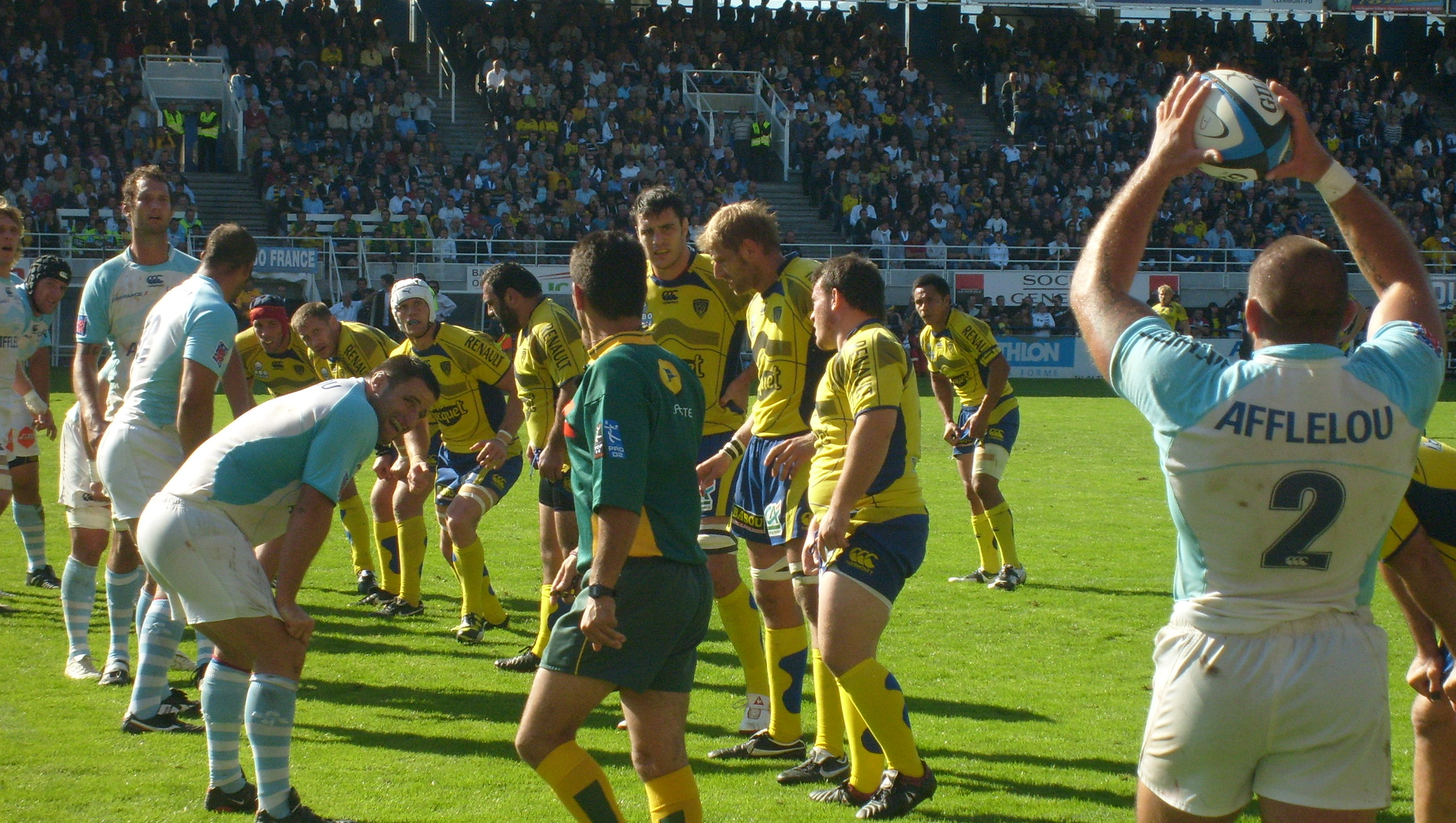
L'alignement des avants de l'ASM Clermont Auvergne et de l'Aviron bayonnais au Stade Marcel-Michelin lors de la 9e journée

### 1rejournée
Les compteurs sont lancés pour les figures de proue du Top 14. Du côté de l'ASM Clermont Auvergne, Napolioni Nalaga (meilleur marqueur 2008/2009) et Brock James (meilleur réalisateur 2008/2009) inscrivent respectivement deux essais et dix-sept points contre le CS Bourgoin-Jallieu. Le très attendu Jonny Wilkinson du RC Toulon inscrit quant à lui dix-sept points contre le Stade français. L'anglais pourrait être le premier joueur à ravir la première marche du podium à l'auvergnat Brock James, meilleur réalisateur de points en Top 14 depuis la saison 2006-2007.

### 2ejournée
Le premier match délocalisé à l'étranger du championnat de France est disputé le 21 août 2009 au Stade d'Anoeta qui est situé en Espagne, au Pays basque sud à Saint-Sébastien devant 24 411 spectateurs. Il oppose l'Aviron bayonnais au Stade français, et se termine par la victoire de Bayonne par 38 à 24. Tous les matchs de cette seconde journée sont remportés par les équipes jouant à domicile, au détriment notamment de Paris ou du champion en titre Perpignan.

### 3ejournée
À la suite de six cas de grippe A signalés au sein de l'équipe du Castres olympique, le match contre Montauban est reporté au 16 septembre 2009 à la suite d'une décision de la LNR. À l'issue de la journée, seul l'ASM Clermont Auvergne et le RC Toulon demeurent invaincus avec deux victoires et un match nul chacun.

### 4ejournée
Toujours en raison de l'épidémie de grippe A qui sévit au sein de l'effectif du Castres olympique, le match contre le SC Albi est reporté au 29 septembre 2009. À l'issue d'un match très serré contre Clermont, le RC Toulon devient l'unique invaincu du début de saison.

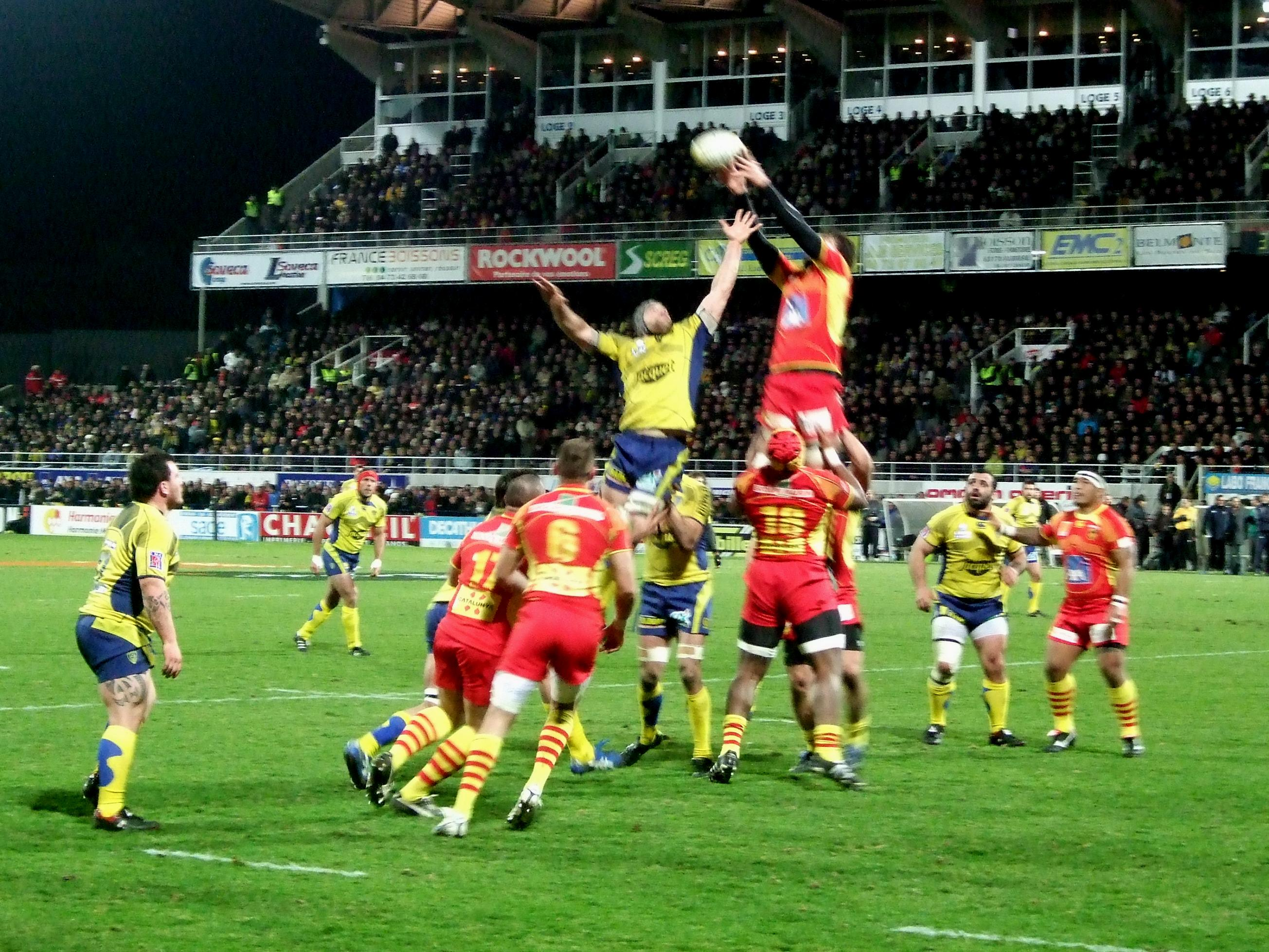
Une touche opposant l'ASM Clermont Auvergne à l'USA Perpignan au Stade Marcel-Michelin lors de la.

### 5ejournée
À l'issue de la journée, le Stade français se retrouve relégable à la treizième place du classement. Ce très mauvais début de championnat provoque le limogeage des deux entraineurs parisiens le 8 septembre 2009 : Ewen McKenzie et Christophe Dominici sont remplacés par Jacques Delmas, ancien entraîneur du Biarritz olympique, et Didier Faugeron. L'US Montauban crée la surprise en infligeant une première défaite au RC Toulon.

### 6ejournée
Pour la deuxième fois de la saison, toutes les équipes jouant à l'extérieur ont été défaites, notamment le champion en titre Perpignan qui s'incline devant le CS Bourgoin-Jallieu et cède la première place à Clermont. Le derby  Biarritz - Bayonne, délocalisé à Saint-Sébastien, attire 28 933 spectateurs.

### 7ejournée
La rencontre entre Bayonne et Montpellier fixée le vendredi 18 septembre est reportée au dimanche suivant en raison des très fortes intempéries qui s'abattent sur le Pays basque. Avec une affluence moyenne de 15 501 spectateurs, la 7e journée enregistre la meilleure affluence sur une journée de la saison.

### 8ejournée
Le petit poucet de la saison Albi remporte sa première victoire de la saison face à l'Aviron bayonnais. Ce n'est cependant pas suffisant pour quitter la dernière place du classement que le club albigeois occupe depuis le début de la compétition. Le choc entre les deux premiers du classement tourne à l'avantage de l'USA Perpignan qui remporte une victoire bonifiée face à l'ASM Clermont, s'octroyant au passage la tête du classement. Le classico entre le Stade toulousain et le Stade français devant 32 175 spectateurs au Stadium aboutit à un match nul 9 partout sans le moindre essai marqué.

### 13ejournée

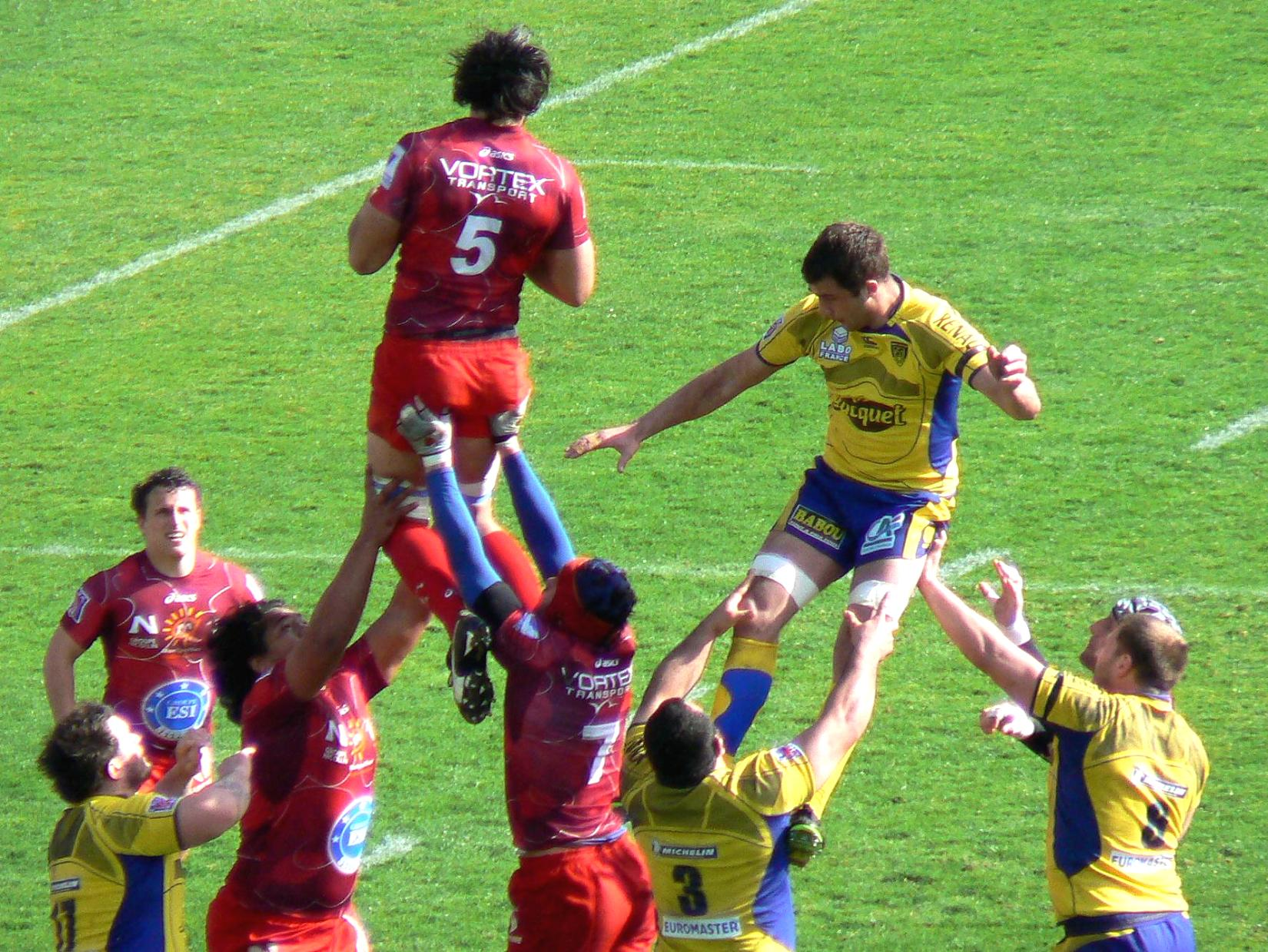
Le montpelliérain Mickael De Marco (à gauche) et le clermontois Alexandre Lapandry (à droite) s'affrontent au Stade Marcel Michelin lors de.

Le dernier du classement provisoire Albi créer la surprise en s'imposant sur sa pelouse face au premier du classement de Perpignan. Cette défaite n'empêche pas l'USAP de conserver sa première place.

### 14ejournée
La rencontre entre Perpignan et Bayonne est reportée au 5 février 2010 en raison de trois cas de grippe A signalés au sein de l'équipe perpignanaise,.

### 15ejournée
Le Stade français dispute sa dernière rencontre de championnat au Stade Jean-Bouin. Il y dispute encore deux rencontres de Coupe d'Europe contre l'Ulster et Bath[réf. nécessaire].

### 22ejournée
À l'issue de cette journée, Albi est officiellement relégué en Pro D2, ne pouvant rattraper son retard lors des quatre dernières journées.

### 23ejournée
Par décision de la DNACG, l'US Montauban est rétrogradée en Pro D2 pour la saison 2010-2011 en raison de difficultés financières. Néanmoins le club peut encore éviter la descente en faisant appel de la décision ou en trouvant les 1,5 million d'euros nécessaires pour équilibrer son budget. Le SC Albi et l'US Montauban sont donc les deux relégués de cette saison. Dans le haut du tableau, Perpignan, Castres et Clermont sont assurés de participer au moins aux barrages des phases finales.

### 24ejournée
Le duel au sommet entre Castres et Perpignan tourne en faveur des catalans qui l'emportent 17-11. Les Castrais concèdent leur première défaite à domicile de la saison et reculent à la troisième place du classement. Toulon et Toulouse qui battent respectivement Bayonne et le Racing Métro assurent leur qualification pour le tableau final,. Il reste une place de barragiste disponible qui se dispute entre quatre équipes : le Racing, Biarritz, Brive et le Stade français.

### 25ejournée
La 25e journée livre son verdict concernant le sixième et dernier barragiste : le Racing Métro rejoint Toulon, Perpignan, Castres, Toulouse et Clermont. Ces six équipes sont donc qualifiées pour la prochaine coupe d'Europe. Le CS Bourgoin-Jallieu assure son maintien en battant le Stade toulousain au Stade de Gerland, de même Montpellier s'assure de jouer en Top 14 la saison prochaine grâce à sa victoire sur la pelouse de Sapiac à Montauban.

### 26ejournée
En battant l'aviron bayonnais, Montauban place les basques en position de relégable en attendant le verdict de l'appel de la décision de rétrogradation financière de Montauban. Perpignan termine premier de la phase régulière pour la seconde saison consécutive. Toulon termine à la deuxième place. Les deux clubs se qualifient donc directement pour les demi-finales. Du côté des barrages, Clermont (troisième) reçoit le Racing Métro 92 (sixième) tandis que Toulouse (quatrième) accueille Castres (cinquième).

### Barrages
Le Racing-Métro s'incline face à l'ASM Clermont Auvergne à l'issue d'un match serré. Les ciel et blanc achèvent donc une saison satisfaisante en tant que promu tandis que les auvergnats rejoignent le RC Toulon afin de disputer leur quatrième demi-finale consécutive. De son côté, le Stade toulousain défait le Castres olympique et rejoint l'USA Perpignan pour une 17e demi-finale consécutive (record européen).

### Demi-finales
En ayant raison d'une équipe du stade toulousain construite dans l'optique de la finale de la coupe d'Europe la semaine suivante, l'USA Perpignan se qualifie pour sa deuxième finale consécutive. Après prolongation, l'ASM Clermont Auvergne vient à bout du RC Toulon et dispute donc sa quatrième finale consécutive. Les deux finalistes sont donc les mêmes que lors de la saison précédente.

## Résultats détaillés

### Phase régulière

#### Tableau synthétique des résultats
L'équipe qui reçoit est indiquée dans la colonne de gauche.
| Clubs            | SCA   | BAY   | BIA   | BOU   | BRI   | CAS   | CLE   | MTB   | MRC   | SFR   | PER   | RAC   | RCT   | TOU   |
| SC Albi          |       | 19-14 | 20-9  | 7-17  | 15-17 | 21-25 | 8-40  | 12-26 | 15-18 | 38-24 | 24-23 | 13-19 | 9-15  | 6-24  |
| Aviron bayonnais | 46-13 |       | 15-0  | 53-6  | 33-25 | 6-15  | 22-13 | 38-13 | 26-3  | 38-24 | 13-30 | 19-23 | 8-14  | 13-15 |
| Biarritz O.      | 39-6  | 12-6  |       | 23-6  | 12-6  | 12-24 | 19-26 | 42-13 | 26-10 | 30-22 | 27-12 | 20-23 | 23-9  | 26-10 |
| Bourgoin-Jallieu | 26-16 | 12-6  | 22-17 |       | 14-14 | 16-9  | 28-37 | 22-14 | 20-23 | 16-22 | 17-6  | 17-13 | 9-13  | 15-13 |
| CA Brive         | 39-6  | 19-14 | 12-15 | 25-15 |       | 11-9  | 9-9   | 19-14 | 30-9  | 26-14 | 29-9  | 10-18 | 23-26 | 27-21 |
| Castres O.       | 44-10 | 26-10 | 34-6  | 29-9  | 35-10 |       | 9-9   | 30-7  | 33-18 | 32-14 | 11-17 | 9-6   | 21-19 | 30-10 |
| ASM Clermont     | 45-18 | 38-13 | 13-16 | 32-3  | 52-10 | 25-19 |       | 37-16 | 41-3  | 19-19 | 22-17 | 30-22 | 39-3  | 19-12 |
| US Montauban     | 20-6  | 22-8  | 14-5  | 12-15 | 23-20 | 18-18 | 20-15 |       | 6-19  | 6-6   | 16-13 | 45-31 | 21-18 | 16-17 |
| Montpellier RC   | 62-17 | 16-22 | 22-18 | 34-17 | 3-25  | 15-0  | 16-9  | 19-0  |       | 25-23 | 18-12 | 22-19 | 21-20 | 12-30 |
| Stade français   | 23-18 | 34-10 | 25-15 | 20-6  | 44-16 | 44-18 | 19-10 | 35-40 | 43-26 |       | 14-20 | 41-17 | 18-22 | 0-29  |
| USA Perpignan    | 44-0  | 28-20 | 19-14 | 49-20 | 21-9  | 17-15 | 19-3  | 28-9  | 29-3  | 44-23 |       | 31-12 | 25-9  | 17-15 |
| Racing Métro 92  | 9-6   | 18-9  | 29-22 | 17-18 | 25-18 | 24-24 | 33-24 | 17-12 | 18-14 | 20-18 | 14-18 |       | 28-15 | 27-20 |
| RC Toulon        | 41-13 | 31-13 | 21-20 | 46-28 | 19-10 | 19-6  | 26-21 | 18-7  | 31-19 | 22-22 | 33-23 | 27-13 |       | 18-13 |
| Stade toulousain | 19-13 | 21-17 | 23-3  | 41-3  | 38-0  | 25-17 | 15-16 | 17-12 | 34-3  | 9-9   | 22-11 | 28-23 | 3-6   |       |

|  | Victoire à domicile |  | Match nul |  | Défaite à domicile |

#### Détail des résultats
Les points marqués par chaque équipe sont inscrits dans les colonnes centrales (3-4) alors que les essais marqués sont donnés dans les colonnes latérales (1-6). Les points de bonus sont symbolisés par une bordure bleue pour les bonus offensifs (trois essais de plus que l'adversaire), orange pour les bonus défensifs (défaite avec au plus sept points d'écart), rouge si les deux bonus sont cumulés. 

### Matchs de barrage
| 7 mai 2010 20:45 CET | ASM Clermont Auvergne                                              | 21 - 17 (6 - 5) | Racing Métro 92                                                                                             | Stade Marcel Michelin, Clermont-Ferrand 15 811 spectateurs Arbitre : Pascal Gaüzère |
| 7 mai 2010 20:45 CET | Pénalité(s) : James 2 (3e, 21e), Parra 5 (48e, 60e, 62e, 70e, 75e) |                 | Essai(s) : Cronjé (38e) Pénalité(s) : Wisniewski (41e), Steyn (46e) Drop(s) : Wisniewski (53e), Steyn (62e) | Stade Marcel Michelin, Clermont-Ferrand 15 811 spectateurs Arbitre : Pascal Gaüzère |
| 7 mai 2010 20:45 CET |                                                                    |                 | | Stade Marcel Michelin, Clermont-Ferrand 15 811 spectateurs Arbitre : Pascal Gaüzère |

| 8 mai 2010 16:30 CET | Stade toulousain | 35 - 12 (17 - 6) | Castres olympique                           | Stadium, Toulouse 34 594 spectateurs Arbitre : Jean-Pierre Matheu |
| 8 mai 2010 16:30 CET | Essai(s) : Médard (2e), Clerc 2 (15e, 64e), David (69e) Transformation(s) : Élissalde 2 (2e, 16e), Fritz (70e) Pénalité(s) : Élissalde 3 (26e, 52e, 59e) |                  | Pénalité(s) : Teulet 4 (20e, 31e, 41e, 55e) | Stadium, Toulouse 34 594 spectateurs Arbitre : Jean-Pierre Matheu |
| 8 mai 2010 16:30 CET | |                  |                                             | Stadium, Toulouse 34 594 spectateurs Arbitre : Jean-Pierre Matheu |

### Demi-finales
| 14 mai 2010 20:40 CET | USA Perpignan                                               | 21 - 13 (9 - 13) | Stade toulousain                                                                       | Stade de la Mosson, Montpellier 32 204 spectateurs Arbitre : Romain Poite |
| 14 mai 2010 20:40 CET | Pénalité(s) : Porical 7 (10e, 17e, 22e, 43e, 51e, 63e, 78e) |                  | Essai(s) : Bézy (8e) Transformation(s) : Skrela (8e) Pénalité(s) : Skrela 2 (19e, 27e) | Stade de la Mosson, Montpellier 32 204 spectateurs Arbitre : Romain Poite |
| 14 mai 2010 20:40 CET |                                                             |                  |                                                                                        | Stade de la Mosson, Montpellier 32 204 spectateurs Arbitre : Romain Poite |

| 15 mai 2010 16:30 CET | RC Toulon | 29 - 35 (a.p.) (9 - 6, 22 - 22, 22 - 25) | ASM Clermont Auvergne | Stade Geoffroy-Guichard, Saint-Étienne 33 609 spectateurs Arbitre : Jérôme Garcès |
| 15 mai 2010 16:30 CET | Essai(s) : S. B. Williams (74e), Cibray (98e) Transformation(s) : Wilkinson (75e, 98e) Pénalité(s) : Wilkinson (3e, 32e, 63e, 78e) Drop(s) : Wilkinson (13e) |                                          | Essai(s) : Zirakashvili (68e), Malzieu (94e) Transformation(s) : Parra (69e), James (95e) Pénalité(s) : Parra (28e, 47e, 50e, 58e), James (89e) Drop(s) : Floch (6e), James (91e) | Stade Geoffroy-Guichard, Saint-Étienne 33 609 spectateurs Arbitre : Jérôme Garcès |
| 15 mai 2010 16:30 CET | |                                          | | Stade Geoffroy-Guichard, Saint-Étienne 33 609 spectateurs Arbitre : Jérôme Garcès |

### Finale
(mt : 6 – 13)
Homme du match : 
Points marqués : 
- Perpignan : 2 pénalités de Porical (20e, 26e)
- Clermont : 1 essai de Nalaga (15e) ; 1 transformation de Parra (17e) ; 3 pénalités de Parra (10e, 27e, 62e) et 1 drop de Floch (68e)

Évolution du score : 0-3, 0-10, 3-10, 6-10, 6-13, 6-16, 6-19
Arbitre : Christophe Berdos
Résumé

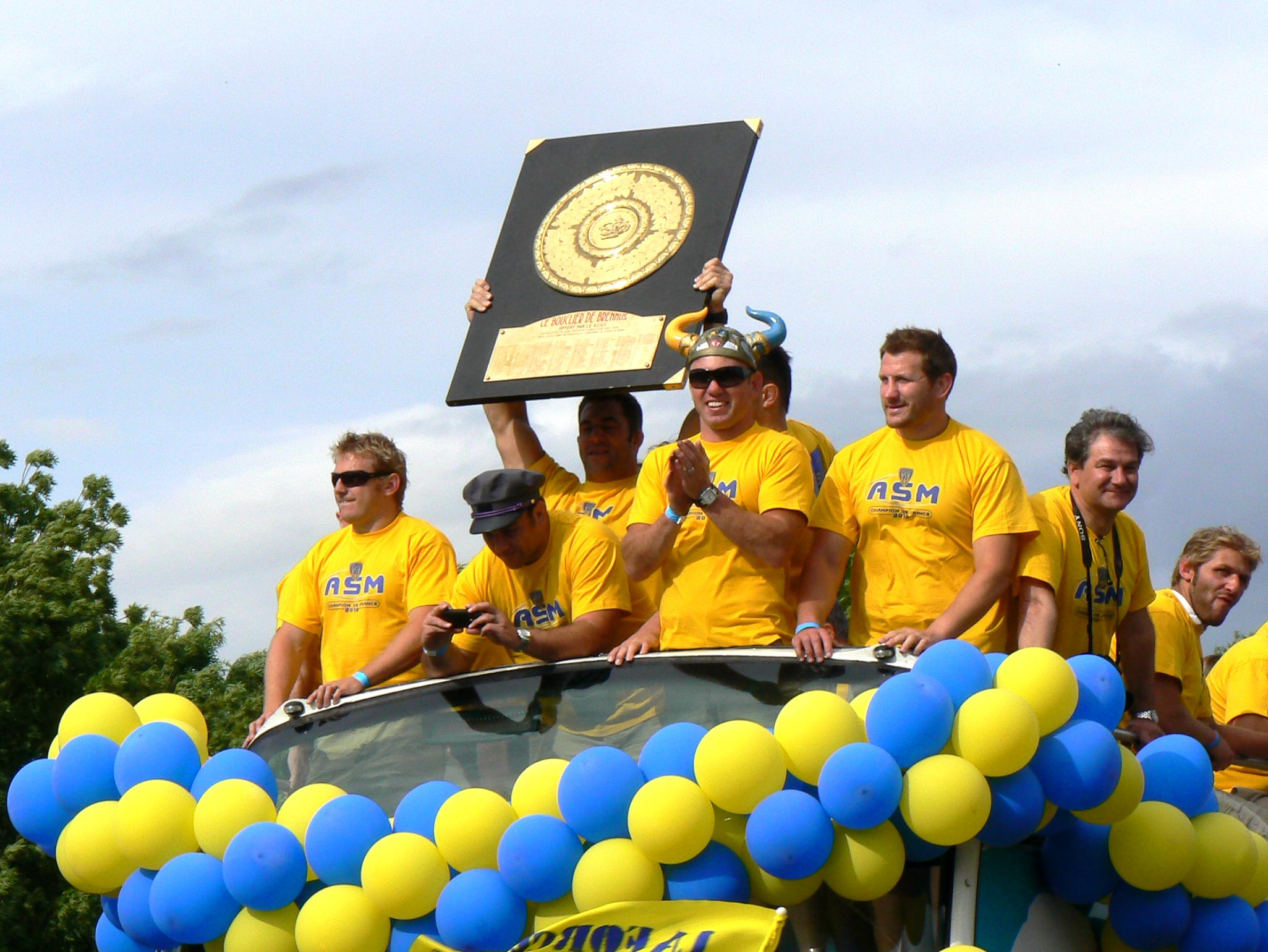
Les joueurs de l'ASM Clermont Auvergne, champions de France 2010, paradent dans les rues de Clermont-Ferrand avec le Bouclier de Brennus.

Dès le début du match, les Clermontois prennent les choses en main et sont tout près d'ouvrir le score par Nalaga d'abord, qui passe à quelques centimètres de l'en-but, puis Parra qui rate une pénalité. C'est finalement chose faite un peu plus tard, avec une pénalité de Parra à la 10e minute et un essai de Nalaga à la 15e, à la suite d'une percée de Floch, relayé par James. Les Perpignanais réagissent et Porical passe deux pénalités, à la 20e et la 26e. Parra passe trois points pour faire passer le score à 6-13, score qui n'évolue pas jusqu'à la mi-temps. Au retour des vestiaires, le match s'équilibre. Finalement, Parra passe une pénalité, avant que Floch n'enterre les espoirs Rouge et Jaunes en mettant un drop de 44 mètres. Les Perpignanais pilonnent devant l'en-but clermontois mais ne trouvent pas la faille. 
| USA Perpignan Titulaires Jérôme Porical 15 Adrien Planté 14 David Marty 13 Maxime Mermoz 12 Christophe Manas 11 Gavin Hume 10 Nicolas Durand 9 Henry Tuilagi 8 Jean-Pierre Pérez 7 Ovidiu Tonița 6 Robins Tchale-Watchou 5 Olivier Olibeau 4 (cap.) Nicolas Mas 3 Guilhem Guirado 2 Perry Freshwater 1 Remplaçants Marius Tincu 16 Jérôme Schuster 17 Guillaume Vilaceca 18 Grégory Le Corvec 19 David Mélé 20 Nicolas Laharrague 21 Jean-Philippe Grandclaude 22 Kisi Pulu 23 Entraîneur Jacques Brunel |  |  |  | ASM Clermont Auvergne Titulaires 15 Anthony Floch 14 Napolioni Nalaga 13 Aurélien Rougerie (cap.) 12 Marius Joubert 11 Julien Malzieu 10 Brock James 9 Morgan Parra 8 Elvis Vermeulen 7 Alexandre Lapandry 6 Julien Bonnaire 5 Thibaut Privat 4 Jamie Cudmore 3 Martín Scelzo 2 Mario Ledesma 1 Thomas Domingo Remplaçants 16 Benoît Cabello 17 Davit Zirakashvili 18 Julien Pierre 19 Alexandre Audebert 20 Kevin Senio 21 Tasesa Lavea 22 Gonzalo Canale 23 Vincent Debaty Entraîneur Vern Cotter |

## Statistiques
Les classements suivants prennent en compte tous les matchs de la compétition (phase régulière et phase finale).

### Meilleurs réalisateurs

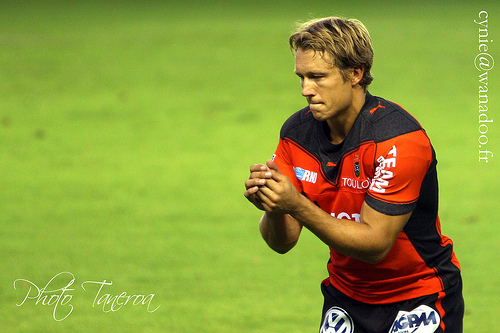
Jonny Wilkinson (Toulon)
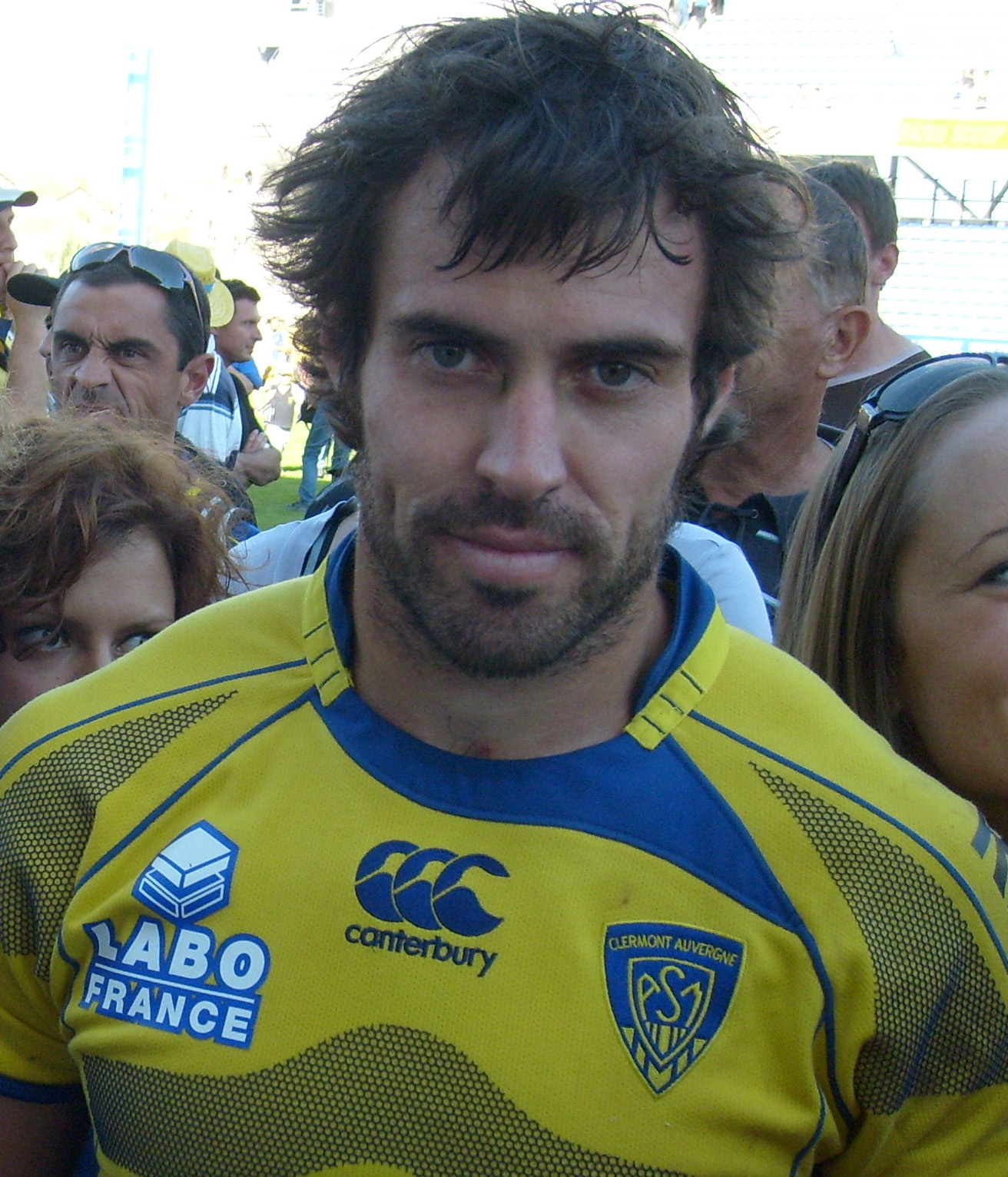
Brock James (Clermont)
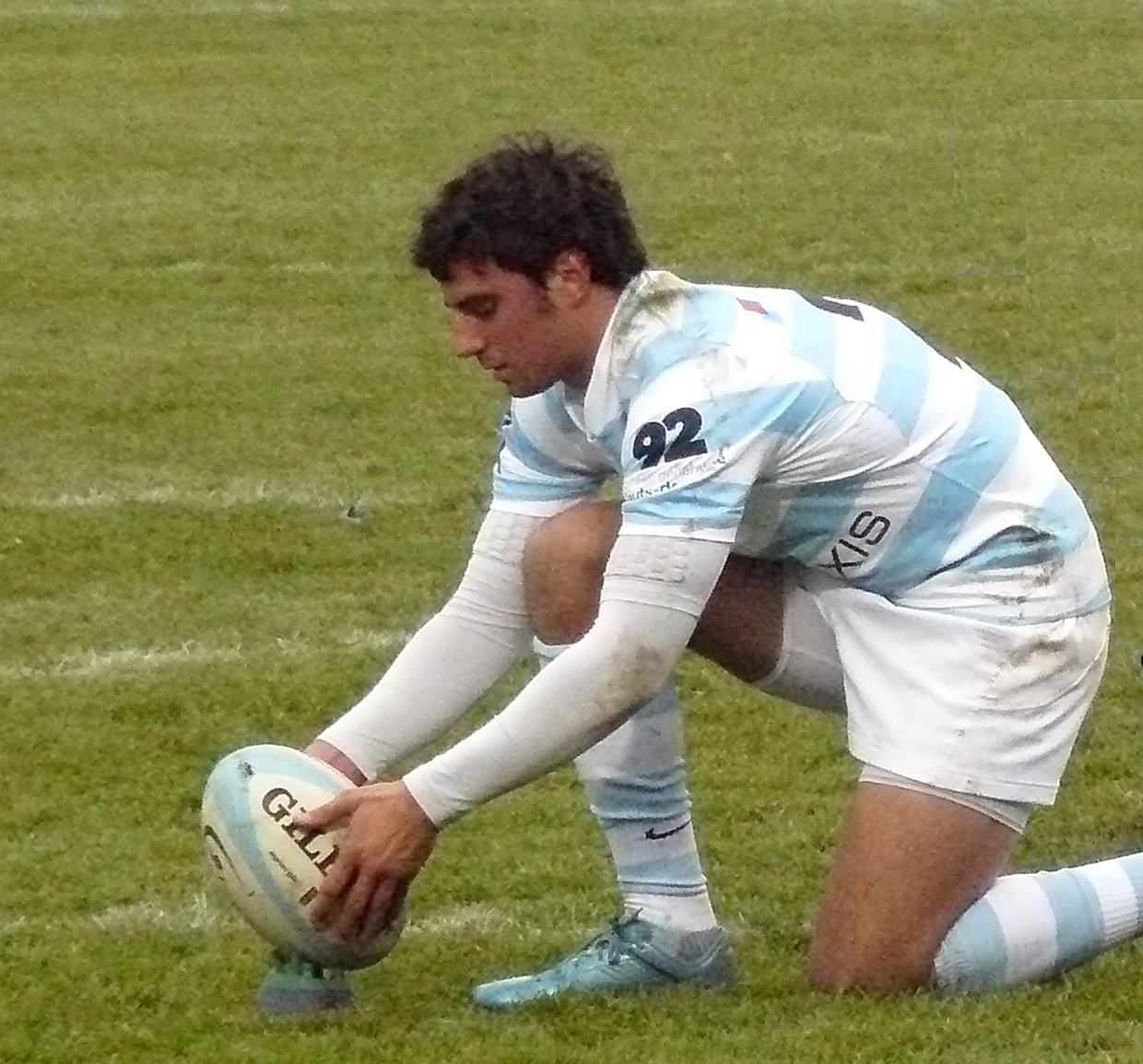
Jonathan Wisniewski (Racing)
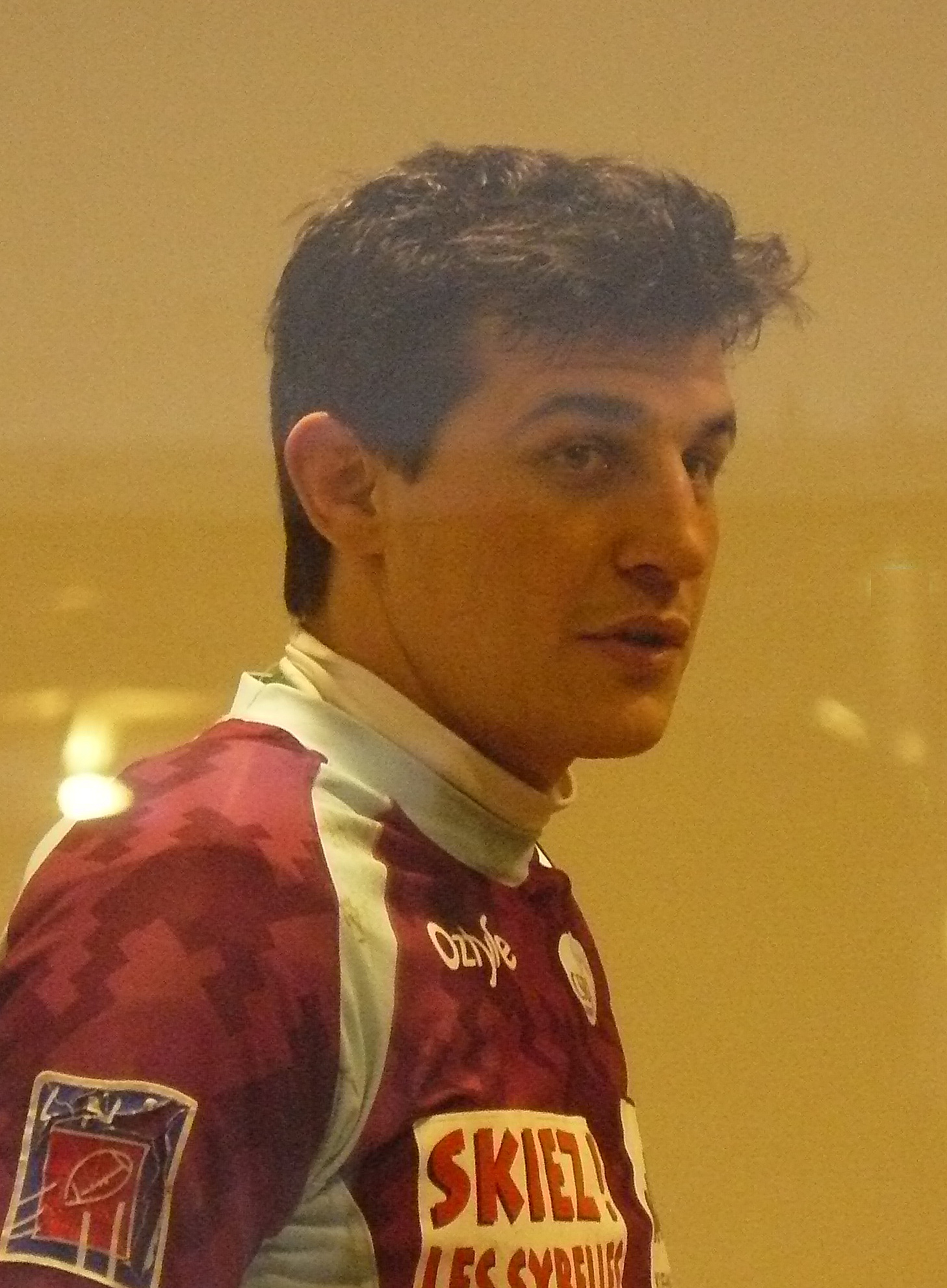
Benjamin Boyet (Bourgoin)
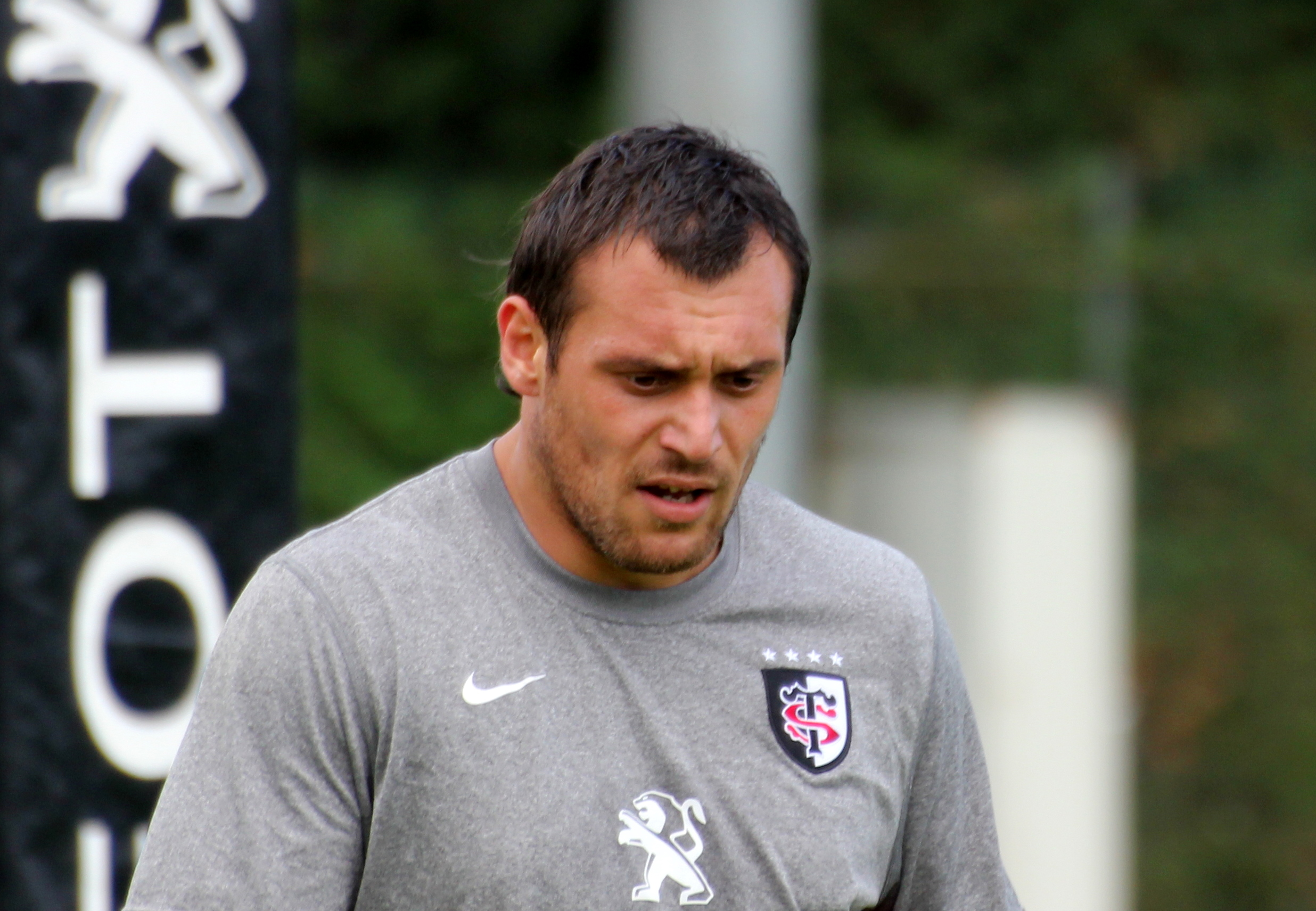
Lionel Beauxis (Stade Français)
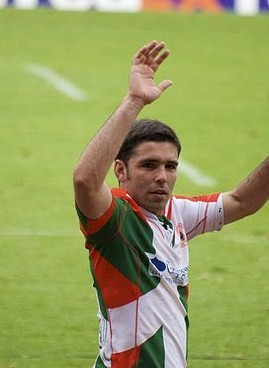
Dimitri Yachvili (Biarritz)

| Rang | Joueur              | Pays | Club                  | Poste                     | Points | Essais | Transf. | Pén. | Drops |
| 1    | Romain Teulet       |      | Castres olympique     | arrière, demi d'ouverture | 263    | 2      | 23      | 67   | 2     |
| 2    | Jonny Wilkinson     |      | RC Toulon             | demi d'ouverture          | 230    | 1      | 21      | 52   | 9     |
| 3    | Brock James         |      | ASM Clermont Auvergne | demi d'ouverture          | 224    | 1      | 42      | 41   | 4     |
| 4    | Jonathan Wisniewski |      | Racing Métro 92       | demi d'ouverture          | 183    | 2      | 13      | 38   | 11    |
| 5    | Jérôme Porical      |      | USA Perpignan         | arrière                   | 181    | 6      | 23      | 35   | 0     |
| 6    | Federico Todeschini |      | Montpellier RC        | demi d'ouverture          | 168    | 1      | 18      | 42   | 0     |
| 7    | Cédric Rosalen      |      | US Montauban          | demi d'ouverture          | 166    | 0      | 11      | 40   | 8     |
| 8    | Benjamin Boyet      |      | CS Bourgoin-Jallieu   | demi d'ouverture          | 159    | 1      | 11      | 38   | 6     |
| -    | Lionel Beauxis      |      | Stade français Paris  | demi d'ouverture          | 159    | 3      | 18      | 28   | 8     |
| 10   | Dimitri Yachvili    |      | Biarritz olympique    | demi de mêlée             | 150    | 4      | 14      | 34   | 0     |

### Meilleurs marqueurs d'essais

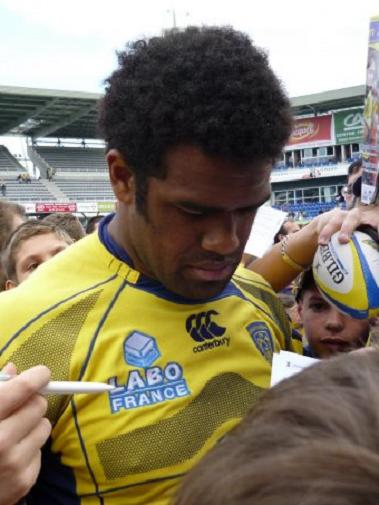
Napolioni Nalaga (Clermont)
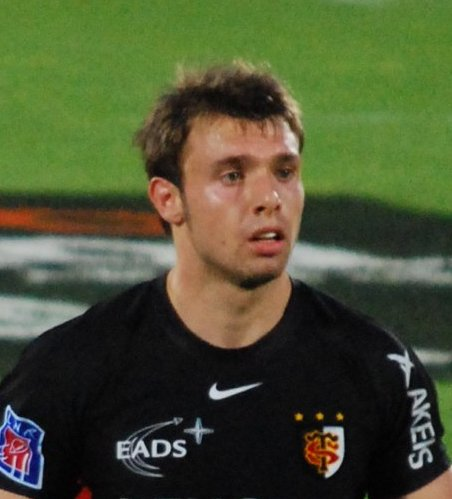
Vincent Clerc (Toulouse)
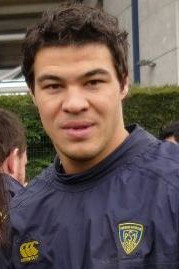
Anthony Floch (Clermont)
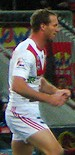
Mark Gasnier (Stade Français)
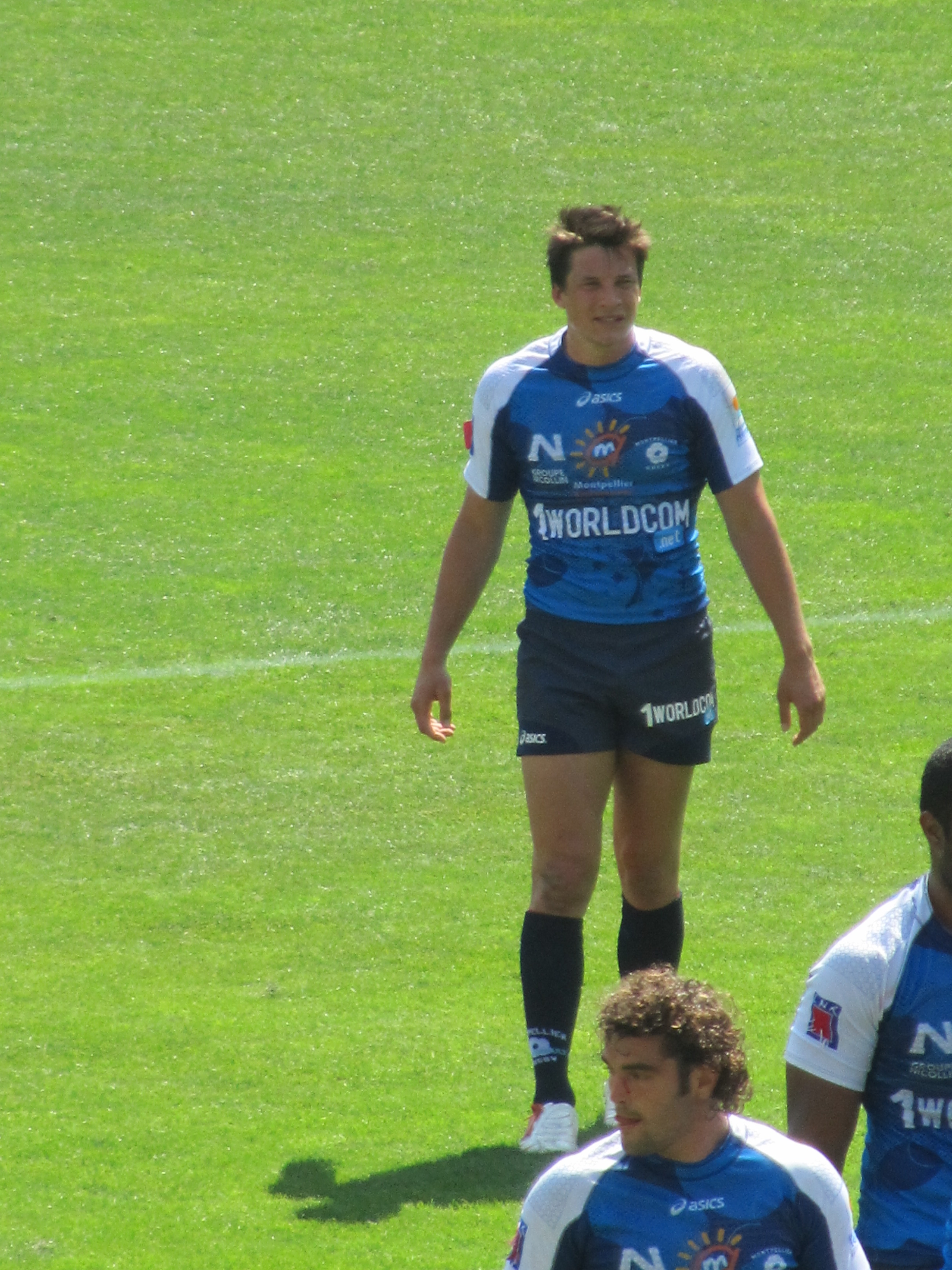
François Trinh-Duc (Montpellier)
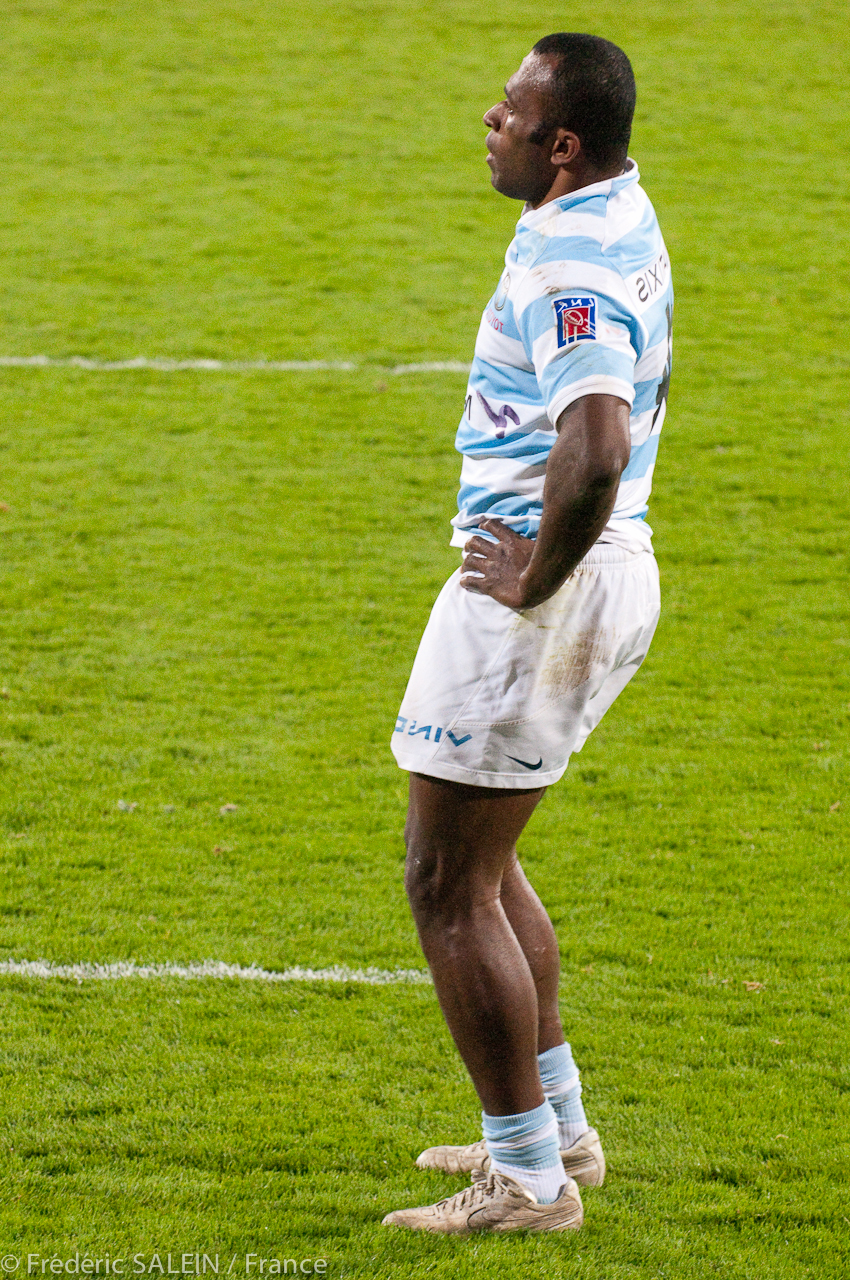
Sireli Bobo (Racing)

| Rang | Joueur                         | Pays | Club                  | Poste                  | Essais |
| 1    | Sam Gerber                     |      | Aviron bayonnais      | centre                 | 9      |
| 2    | Napolioni Nalaga               |      | ASM Clermont Auvergne | ailier                 | 8      |
| 3    | Vincent Clerc                  |      | Stade toulousain      | ailier                 | 7      |
| -    | Benjamin Fall                  |      | Aviron bayonnais      | ailier                 | 7      |
| -    | Anthony Floch                  |      | ASM Clermont Auvergne | arrière                | 7      |
| -    | Mark Gasnier                   |      | Stade français Paris  | centre, ailier         | 7      |
| -    | Takudzwa Ngwenya               |      | Biarritz olympique    | ailier                 | 7      |
| -    | François Trinh-Duc             |      | Montpellier RC        | demi d'ouverture       | 7      |
| 9    | Sireli Bobo                    |      | Racing Métro 92       | ailier                 | 6      |
| -    | Cédric Heymans                 |      | Stade toulousain      | ailier, arrière        | 6      |
| -    | Chris Masoe                    |      | Castres olympique     | troisième ligne centre | 6      |
| -    | Jean-Baptiste Peyras-Loustalet |      | Aviron bayonnais      | ailier, arrière        | 6      |
| -    | Iosefa Tekori                  |      | Castres olympique     | deuxième ligne         | 6      |